# Sultanato di al-Qu'ayti
Al-Qu'ayti (in arabo  القعيطي‎?, al-Quʿayṭī), ufficialmente al-Dawla al-Quʿayṭī al-Ḥaḍramiyya (in arabo  الدولة القعيطية الحضرمية‎?), ossia "Stato Hadramita di al-Quʿayṭī", o Sultanato di al-Quʿayṭī, al-Shihr e al-Mukallā (in arabo سلطنة الشحر والمكلا ‎?, Salṭana al-Quʿayṭiyya fī l-Shihr wa l-Mukallā), fu un sultanato nella regione del Ḥaḍramawt nel sud della Penisola arabica, in quello che oggi è lo Yemen.

La sua capitale era al-Mukallā ed era diviso in sei province, al-Mukallā, al-Shiḥr, la regione di Shibām, Duʿan, la provincia occidentale e Hājar.

## Storia

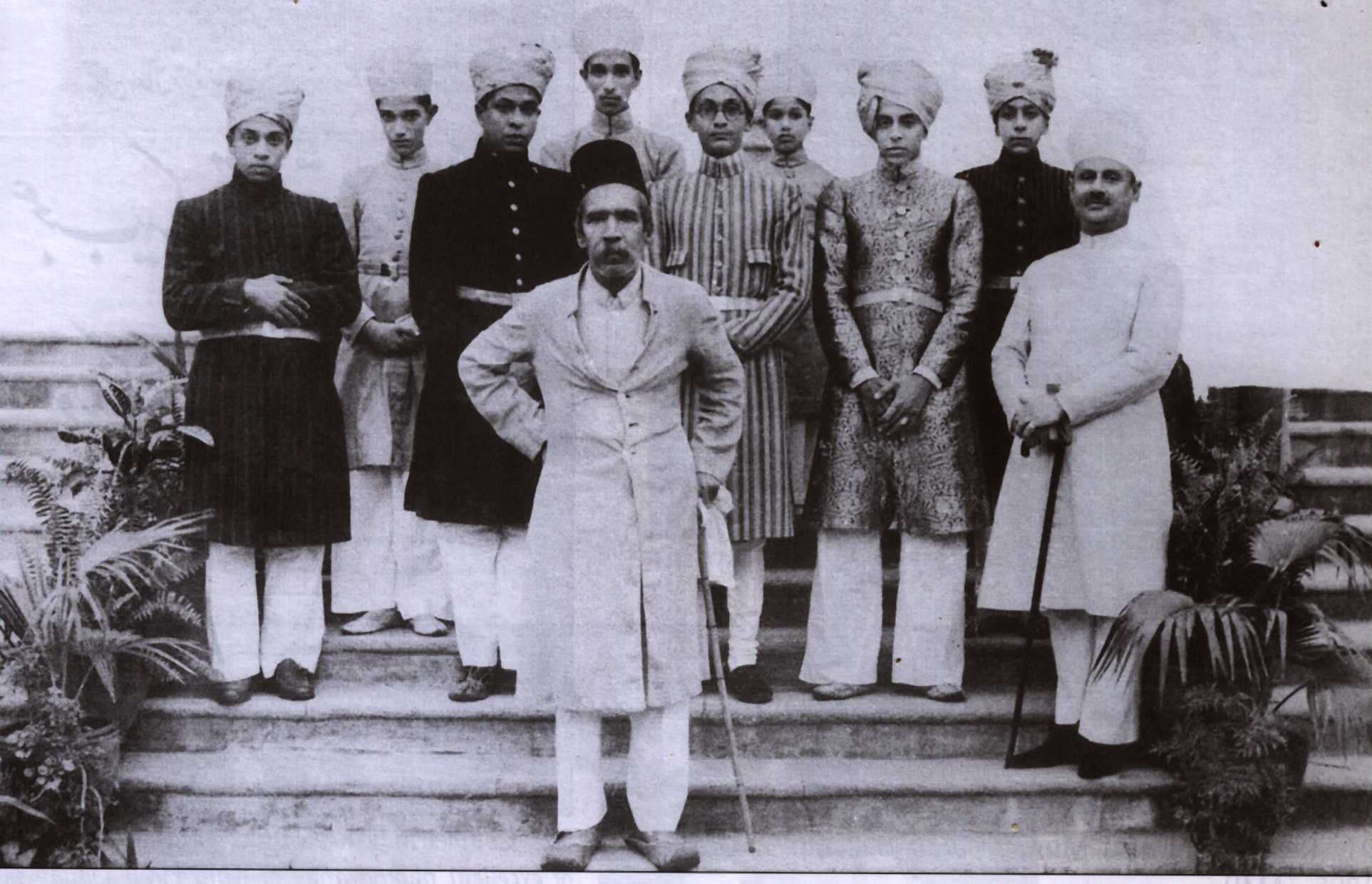
Asaf Jah VII di Hyderabad con la famiglia al-Quʿayṭī

I figli di ʿUmar bin ʿAwāḍ al-Quʿayṭī, che divenne un jemadar (Farsi جمعدار, jamʿadār) nelle forze del Nizam dell'Ḥayderābād (ora in India), inizialmente presero la città di Shibam dal rivale Sultanato di Kathiri nel 1858. In seguito conquistarono Al-Shihr nel 1866 e al-Mukallā nel 1881, in gran parte sostituendo i sovrani di Kathiri nel controllo della maggior parte della costa del Ḥaḍramawt, sul golfo di Aden. Entrarono in relazioni convenzionali con il Regno Unito nel 1888 e crearono un sultanato unificato nel 1902, che sarebbe diventato parte del Protettorato di Aden.
Quando la Gran Bretagna programmò l'eventuale indipendenza dell'Arabia meridionale nel 1960, al-Quʿayṭī rifiutò di aderire alla Federazione dell'Arabia Meridionale, ma rimase sotto la protezione britannica come parte del Protettorato dell'Arabia Meridionale. Nonostante le promesse di un referendum delle Nazioni Unite per aiutare a determinare il futuro dello Stato di al-Quʿayṭī in Arabia meridionale, il 17 settembre del 1967, le forze comuniste invasero il regno e, nel novembre dello stesso anno, lo Stato di al-Quʿayṭī fu integrato con la forza, senza un referendum, nella comunista Repubblica Democratica Popolare dello Yemen, che, unito con lo Yemen del Nord (di nuovo senza un referendum), nel 1990 divenne l'attuale Yemen.

## Elenco dei sultani

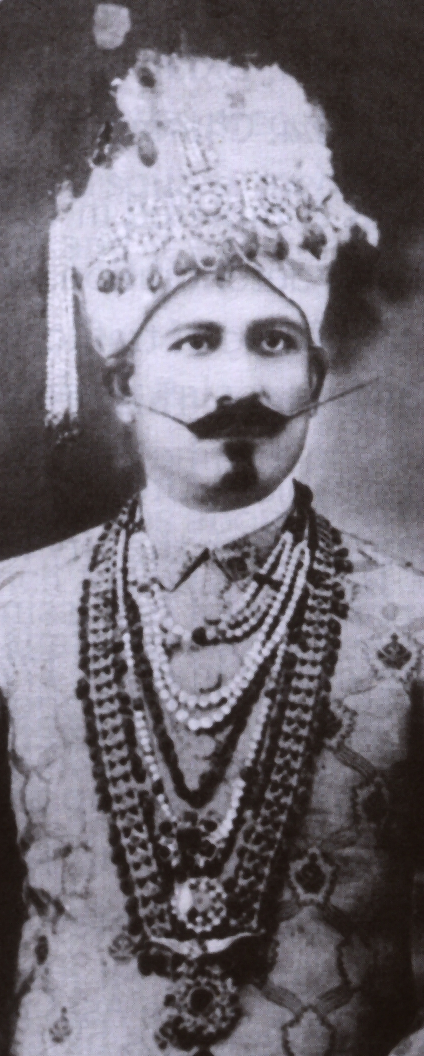
Il sultano ʿOmar bin ʿAwāḍ al-Quʿayṭī (1922 - 1936).

- Sultano ʿAbd Allāh bin ʿOmar al-Quʿayṭī (1882 - 1888)
- Sultano ʿAwāḍ bin ʿOmar al-Quʿayṭī (1902 - 1909)
- Sultano Ghālib bin ʿAwāḍ al-Quʿayṭī (1909 - 1922)
- Sultano ʿOmar bin ʿAwāḍ al-Quʿayṭī (1922 - 1936)
- Sultano Sir Ghālib bin Ṣāleḥ al-Quʿayṭī KCMG (1936 - 1956)
- Sultano ʿAwāḍ II bin Ṣāleḥ al-Quʿayṭī (1956 - 1966)
- Sultano Ghālib II bin ʿAwāḍ al-Quʿayṭī (1966 - 1967)

## Discendenza
Principe ereditario di HH Saleh Al-Qu'aiti
Nato a Londra, si è laureato alla Royal Military Academy Sandhurst e Millfield School ; ha sposato la principessa Salwa Al-Huraiby di Yafa'a, da cui ha avuto due figli:
- Principe Ghalib III bin Saleh
- Principessa Aliya bint Saleh

HH Principessa Fatima Al-Qu'aiti
nata a Londra, ha conseguito un BA e un MA presso l'Università di Oxford , si è laureato alla Westonbirt School e ha frequentato l'Università di Harvard ;  ha sposato il principe Shad Al-Sherif Pasha , che ha conseguito un BA presso l'Università di Oxford , Wheaton College (Massachusetts), un MA dell'Università di Chicago , un MBA presso la London Business School , si è laureato alla Westminster School. Ha avuto due figli:
- Il principe Suleyman
- Il principe Hashim

HH Principessa Muzna Al-Qu'aiti
nata a Jeddah , in Arabia Saudita, ha conseguito un Master presso la Scuola di Studi Orientali e Africani, Università di Londra e un BA presso l'Università americana del Cairo ;  ha sposato Hisham Hafez di Medina che ha conseguito una laurea presso l'Università di Richmond .  Hisham è il figlio del magnate dei media Mohammed Ali Hafez , fondatore di Asharq Al-Awsat , Arab News e Sayidaty, la principale rivista settimanale femminile del Medio Oriente. Ha avuto tre figli:
- Il principe Ismail
- Principessa Sultana
- Principessa Asma

## Galleria d'immagini

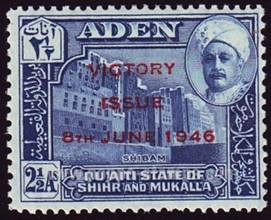
Francobollo
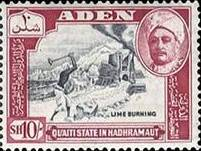
Francobollo
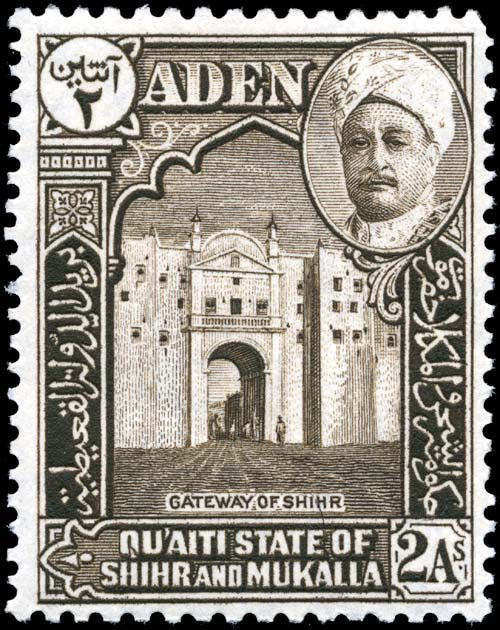
Francobollo del 1942 raffigurante il sultano Saleh e la porta della città di Al-Shihr.